# Difusió de Mie

La [superfície equivalent radar] SER monoestática d'una esfera de metall perfectament conductora en funció de la freqüència (calculat per la teoria de Mie). A baixa freqüència Difusió de Rayleigh límit on la circumferència és menor que la longitud d'ona, la SER normalitzada és σ/(πR²) ~ 9(kR)^{4}. En límit òptic de l'alta freqüència σ/(πR²) ~ 1

La Teoria de Mie , també anomenada  teoria de Lorenz-Mie  o  teoria de Lorenz-Mie-Debye , és una solució completament analítica a les equacions de Maxwell per a la dispersió de la radiació electromagnètica per partícules esfèriques. La solució és nomenada en honor del seu creador el físic alemany Gustav Mie. No obstant això, el físic danès Ludvig Lorenz i altres van desenvolupar independentment la teoria de l'ona electromagnètica plana dispersa per una esfera dielèctrica.
La denominació "teoria de Mie" és enganyosa, ja que no es refereix a cap llei independent de la física teòrica. Se sol utilitzar llavors el terme "solució de Mie".
Aquesta teoria és molt important per l'òptica meteorològica, on el diàmetre a la longitud d'ona dels coeficients de la unitat caracteritzen molts dels problemes calculant la dispersió dels núvols.

## La teoria
Tota la llum vista al cel clar es deu a la difusió de la llum sobre les partícules dels gasos atmosfèrics. El resultant d'aquesta difusió és que l'observador rep una quantitat de llum en cert angle amb la llum solar, el que fa veure cel blau durant el dia i groc-vermellós en els capvespres i albes. Això és anomenat dispersió de Rayleigh.
La llum que prové del Sol és llum blanca, la qual és una suma de tots els colors. Quan a aquesta se li extreu el color blau del cel, s'obté una llum de color groc-vermellosa (efecte prisma). Raó del color groc del Sol als nostres ulls.
Si la llum interacciona amb una partícula gran (per exemple, partícules d'aigua), no es genera la dispersió de Rayleigh, ja que la mida d'aquestes partícules no ho permeten, però, aquestes partícules absorbeixen una part de la llum i reflecteixen una altra. El color de la llum reflectida depèn directament dels compostos químics de la partícula reflectant, aquest efecte és conegut com la difusió de Mie.
Els núvols blancs són un exemple d'aquest efecte, on les gotes d'aigua incolores escampen la llum en totes les direccions gairebé sense alterar el seu color.
Quan la difusió de Mie passa de manera massiva, les partícules difusores no són acolorides, el que ocasiona l'atenuació de la llum blanca cap a colors de grisos a foscos. Aquest efecte és vist en dies ennuvolats on els núvols són gruixuts mostrant colors grisencs.